# Erika Eisenblätter-Laskowski
Erika Eisenblätter-Laskowski (* 22. Mai 1908 in der Försterei Grenzwald bei Pillkallen, Kreis Pillkallen; † 16. April 2003 in Regensburg) war eine deutsche Malerin und Bildhauerin.

## Leben

### Familie
Erika Laskowski heiratete 1934 den Sohn des Landschafts- und Theatermalers Wilhelm Eisenblätter, den Maler Gerhard Eisenblätter (* 28. Mai 1907 in Königsberg; † 3. August 1975 in Stockelsdorf); gemeinsam hatten sie einen Sohn (Anselm Eisenblätter (* 1939)), der als Architekt später eine Professur erhielt, und zu dem sie 1981 nach Regensburg zog.

### Ausbildung
Sie studierte nach anfänglich autodidaktischen expressiven Versuchen an der Kunstakademie Königsberg. Sie wurde von 1927 bis 1929 von Karl Storch dem Älteren und dann von 1929 bis 1933 von dem Landschafts-, Figuren- und Bildnismaler Alfred Partikel und von Fritz Burmann, bei dem sie Meisterschülerin war, unterrichtet; in der Klasse von Storch lernte sie auch ihren späteren Ehemann kennen. Während dieser Zeit verbrachte sie Studienaufenthalte an der Kurischen Nehrung, im Schwarzwald, in Berlin, Masuren, Karlsbad, Prag und Dresden.

### Werdegang
Bereits 1931 führte sie ein Fresko für die Königsberger Kunstakademie aus und seit 1935 beteiligte sie sich an zahlreichen Ausstellungen in Königsberg, Mannheim, Berlin und Danzig.
Der Zweite Weltkrieg führte zum Verlust ihres Œuvre; es konnten nur einige Pastelle gerettet werden. Die Flucht führte sie 1945, gemeinsam mit ihrem sechsjährigen Sohn, über Braunsberg und Köslin nach Lübeck-Stockelsdorf, dort traf sie nach dem Krieg ihren Ehemann wieder.
Seit 1947 waren ihre Bilder und Plastiken wieder auf Ausstellungen in Hamburg, Düsseldorf, Dresden und in Schleswig-Holstein zu sehen.
Neben der Malerei hat sie sich als Bildhauerin betätigt und meist kleinformatige Bronzen geschaffen und sie betätigte sich mit Arbeiten am Bau, unter anderem mit Hinterglasmalereien am Bahnhof Hohenstein und 1960 Gestaltung des Mosaiks Jugendfreizeit an der Schule von Schönböcken bei Lübeck.

### Malerisches Wirken
Erika Eisenblätter-Laskowskis bevorzugtes Thema waren stimmungshafte Landschaften in Öl, in schweren, erdigen Farben mit Motiven Ostpreußens. Ihre Pastelle weisen zum Teil eine starke Abstraktion des Landschaftlichen sowie eine Einbindung von Figürlichem auf. Die eher matte, stumpfe Oberfläche der Bilder, die durch den Zusatz von Deckweiß und einem Bindemittel zur Ölfarbe erreicht wurde, wirkt sanft und zart.

## Mitgliedschaften
Erika Eisenblätter-Laskowski war Mitglied der Berliner Secession und der Kunstkammer Danzig.

## Ausstellungen
- 1935 in der Kunstgalerie Riesemann & Lintaler in Königsberg
- 1935 Kunsthalle Mannheim
- 1936 Ausstellung zur Olympiade in Berlin
- 1938 und 1941 Große Deutsche Kunstausstellung in München
- 1939 Kunstkammer Danzig
- 1942 Große Berliner Kunstausstellung
- 1949 Städtisches Museum Flensburg
- 1950 Kunsthalle Hamburg
- 1950 Kunsthalle Düsseldorf
- 1952 Kunsthalle Hamburg
- 1955 Kunsthalle Mannheim
- 1955, 1957, 1960–1962, 1965, 1978 auf den Landesschauen Schleswig-Holsteinischer Künstler
- 1956 Große Deutsche Kunstausstellung in Dresden
- 1959 und 1964 auf den Ausstellungen der Malerinnen und Bildhauerinnen in Kiel
- 1965 bis 1967 und 1969 auf den Jahresschauen Lübecker Künstler
- Ausstellung im Lübecker Dom
- Ausstellungen im Plöner Schloss
- Eine Reihe ihrer Bilder war 1986/1987 im Museum Ostdeutsche Galerie in Regensburg zu sehen, zusammen mit anderen Werken der Künstlerfamilie Eisenblätter.

## Ehrungen und Auszeichnungen
- 1979 wurde Erika Eisenblätter-Laskowski mit dem Kulturpreis der Landsmannschaft Ostpreußen für bildende Kunst ausgezeichnet.[3]

## Werke (Auswahl)
- Mannheim: Reissmuseum (Fischerfrauen in Memel).
- Lübeck: Behnhaus (Landschaftsbild, Plastik).
- Kiel: Kultusministerium (Plastik).
- Hamburg: Altonaer Museum (Regenstimmung bei Purwin, 1939).
- Regensburg: Ostdeutsche Galerie (Tänzerin, Plastik; Marjellchen, Bronze; Torso, Bronze)
- Lübeck: Museum für Kunst und Kulturgeschichte der Hansestadt Lübeck (Dünen; Schmetterlinge; Frau auf der Kugel, Plastik).
- Lübeck: Possehl-Stiftung.
- Bonn: damalige Bundesregierung.
- Lüneburg: Ostpreußisches Landesmuseum (Fischerfrauen von Pillkoppen, 1950).[4]
- Dünenweg an der Ostsee.[5]